# George Lincoln Rockwell
George Lincoln Rockwell (n. 9 martie 1918, Bloomington⁠(d), Illinois, SUA – d. 25 august 1967, Virginia, SUA) a fost un căpitan american cunoscut drept fondatorul Partidului Nazist American.
Rockwell era cunoscut pentru negaționismul său și pentru convingerea că Martin Luther King era sprijinit de către comuniștii evrei care își doreau să controleze comunitățile albe. Tot aceștia reprezentau sursa mișcării pentru drepturile civile⁠(d). Susținător al segregării rasiale, acesta îl descria pe Adolf Hitler drept „salvatorul Alb al secolului XX”, iar pe afro-americani „o rasa primitivă și letargică care dorește să obțină doar plăceri simple și o viață lipsită de responsabilități”. De asemenea, milita pentru înființarea unui nou stat african finanțat de guvern unde să fie restabiliți toți africanii din Statele Unite. Rockwell era un admirator al ideilor susținute de reprezentanți ai naționalismului negru⁠(d) precum Elijah Muhammad⁠(d) și Malcom X. A fost asociat cu diverse grupări neonaziste în ultimii ani de viață și a fost ales lider al World Union of National Socialists⁠(d).
Pe 25 august 1967, Rockwell a fost asasinat de către John Patler⁠(d) - un membru renegat al partidului - în fața unei spălătorii în Arlington, Virginia.

## Biografie

#### Copilăria și studiile
Rockwell s-a născut în Bloomington, Illinois⁠(d), primul dintre cei trei copii ai cuplului George Lovejoy „Doc” Rockwell și Claire Rockwell (născută Schade). Tatăl său s-a născut în Providence, Rhode Island, fiind de origine engleză și scoțiană. Mama sa era fiica lui Augustus Schade, un imigrant german, și a Corrinei Boudreau, de origine acadiană⁠(d). Ambii părinți practicau vodevilul și actoria, iar printre cunoștințele tatălui său se numărau Fred Allen, Beny Goodman, Walter Winchell, Jack Benny și Grucho Marx. Odată cu divorțul părinților, Rockwell, în vârstă de șase ani, avea să-și petreacă copilăria când cu mama sa în Atlantic City, New Jersey, când cu tatăl său în Boothbay Harbor, Maine.
Rockwell a studiat în cadrul liceului Atlantic City și și-a depus dosarul de admitere la Universitatea Harvard la vârsta de 17 ani, însă a fost respins. Un an mai târziu, s-a înrolat în Academia Hebron în Hebron, Maine⁠(d). Acolo intră pentru prima dată în contact cu romane serioase - inclusiv lucrări de Will Durant⁠(d), Sinclair Lewis și John Steinbeck -, lecturi care l-au pus în postura de a-și reconsidera perspectivele religioase. Va susține mai târziu că perioada petrecută la Hebron a contribuit la „pierderea credinței sale creștine”.
În august 1938, Rockwell s-a înscris la Universitatea Brown în Providence, Rhode Island la specializarea Filosofie. A lucrat ca editor pentru revista de umor⁠(d) a campusului intitulată Sir Brown! și a contribuit cu ilustrații la ziarul universității Brown Daily Herald. În cadrul cursurilor de sociologie, a dezbătut alături de colegii săi ideea de egalitate. Ani mai târziu, Rockwell va descrie universitatea ca fiind ”infectată” cu comunism.
Rockwell a renunțat la studii în cel de-al doilea an universitar și s-a înrolat în Forțele Navale ale Statelor Unite în 1941.

#### Serviciul militar și relațiile
Rockwell a apreciat ordinea și disciplina din marină și a frecventat cursurile de aviație din Massachusetts și Florida în 1940.
Pe 24 aprilie 1943, Rockwell s-a căsătorit cu Judith Aultman pe care a întâlnit-o în perioada studiilor la Universitatea Brown. Aultman era studentă în cadrul colegiului Pembroke⁠(d), sectorul feminin al universității. Cuplul a avut trei fete: Bonnie, Nancy și Phoebe Jean. La momentul respectiv, Rockwell era înscris la cursurile de fotografiere aeriană din cadrul școlii Forțelor Navale în Florida de Sud. Odată cu încheierea pregătirii, a activat în teatrele de operațiuni din Atlantic și Pacific pe parcursul celui de-al Doilea Război Mondial. Deși nu a fost niciodată implicat în desfășurări militare, a fost considerat un pilot bun și un ofițer capabil.A avut o cariera de succes în cadrul forțelor navale, atât în timpul serviciului militar unde a fost activat pe USS Omaha⁠(d), USS Pastores⁠(d),  USS Wasp⁠(d) și USS Mobile⁠(d), cât și ca rezervist. A fost promovat în funcția de comandant locotenent⁠(d) în octombrie 1945. Veteran al celui de-al Doilea Război Mondial, acesta a fost activ în perioada războiului din Coreea, fiind rechemat la datorie în calitate de comandant la începutul conflictului în 1950. S-a mutat în San Diego, California alături de soție și cei trei copii ai lor unde a pregătit piloții infanteriei marine.
În 1952, Rockwell s-a prezentat la raport în Norfolk, Virginia, unde i s-a adus la cunoștință de către superiorul său că va fi transferat în Islanda. Deoarece famililor celor transferați nu le era permisă șederea alături de personalul staționat acolo, soția și copiii săi au locuit împreuna cu bunica lor în Barrington, Rhode Island. Din cauza despărțirii, soția sa a intentat divorțul în anul următor. La câteva luni după reîntoarcerea în Islanda, Rockwell a fost prezent la o petrecere diplomatică în capitala Reykjavik. Acolo a întâlnit-o pe Thora Hallgrímsson, alături de care s-a căsătorit pe 3 octombrie 1953, în Catedrala Națională Islandeză, căsătoria fiind oficiată de către unchiul Thorei, episcopul Islandei. Aceștia și-au petrecut luna de miere în Berchtesgaden, Germania, unde Hitler a deținut proprietatea Berghof în Alpii Bavarezi. Au avut împreună trei copii: Hallgrímur, Margrét și Bentína. În 1958, tatăl lui Hallgrímsdóttir a venit în Statele Unite cu scopul de a-și aduce fiica înapoi în Islanda pe motiv că Rockwell devenise „unul dintre cei mai activi rasiști în Statele Unite”. Aceasta a divorțat într-un final de Rockwell și s-a recăsătorit în 1963.
În cei 19 ani de serviciu militar, Rockwell a obținut rangul de căpitan și a fost ofițer căpitan peste câteva rezerve din cadrul forțelor aviației. În 1960, în urma activităților sale politice, Forțele Navale ale Statelor Unite ale Americii l-au dat afara din armată exact cu un an înainte de pensionare pe motiv că nu era „detașabil” din cauza perspectivelor sale politice. Procedurile au fost extrem de discutate în spațiul public, iar Rockwell menționa deseori rezultatul, afirmând că „a fost practic dat afară din Forțele Navale”, deși a fost onorabil eliberat din funcție.

## Cariera civilă
După încheierea războiului, Rockwell a lucrat ca pictor într-un mic magazin de pe proprietatea tatălui lui în Boothbay Harbor. În 1946, s-a înscris într-un program de artă comercială în cadrul Institutului Pratt în Brooklyn, New York. Prin urmare, el și soția sa Judith s-au mutat în New York City. Aceasta a excelat la Pratt, câștigând  un premiu de 1000$ pentru o reclamă realizată pentru American Cancer Society. Totuși, a părăsit institutul înaintea încheierii anului terminal și s-a mutat în Maine unde și-a înființat propria agenție de publicitate.
Rockwell a văzut o oportunitate în publicarea unei reviste care să se adreseze soțiilor militarilor americani. În septembrie, 1955, acesta a lansat U.S. Lady. După prezentarea ideii generalilor și amiralilor din fruntea departamentelor de relații publice din cadrul armatei, Rockwell a început să publice în Washington, D.C. Noua întreprindere a cuprins și cauzele politice susținute de acesta: opoziția sa față de integrarea rasială și comunism. A finanțat operațiunea cu ajutorul abonamentelor și vânzării de acțiuni. Publicația a suferit din cauza problemelor cu ceilalți asociați și a decis într-un final să o vândă. Cu toate acestea, Rockwell încă aspira la o carieră de editor.

## Activism politic

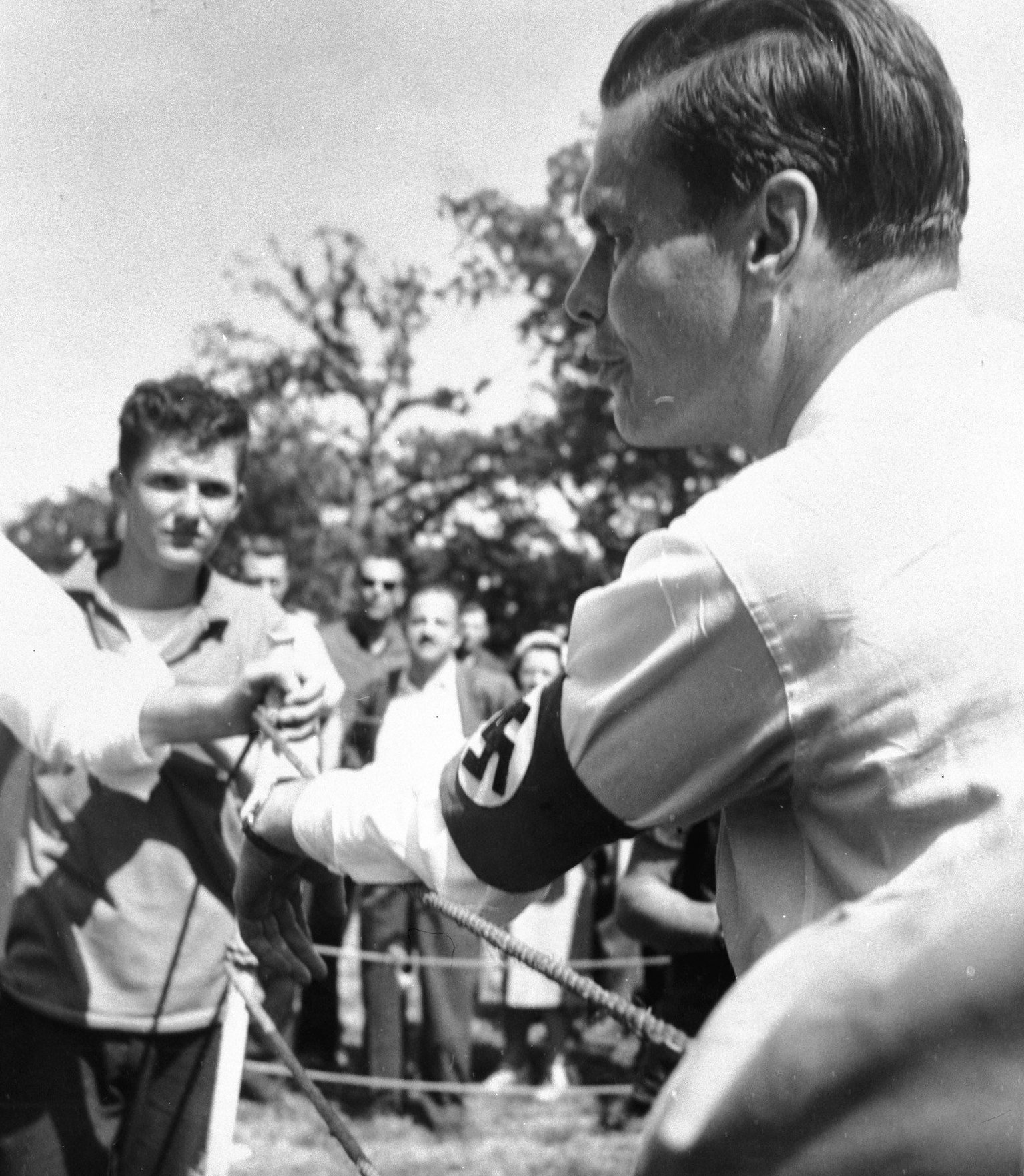
George Lincoln Rockwell (1967)

În perioada în care era staționat în San Diego, Rockwell a devenit un admirator al lui Adolf Hitler și al nazismului. Acesta a fost influențat de poziția anticomunistă a senatorului Joseph McCarthy, fiind un susținător avid al acestuia. Rockwell a sprijinit candidatura generalului Douglas MacArthur la președinția Statelor Unite. A încercat să se asocieze cu acesta din urmă preluându-i obiceiul de a fuma dintr-o pipă din știulete de porumb. Rockwell a fost prezent la raliul Gerald L.K. Smith din Los Angeles și urmărea publicația lui Conde McGinley, Common Sense, un ziar politic care la ajutat să-și cultive poziția antisemită și negaționismul. De asemenea, a citit și manifestul hitlerist, Mein Kampf, și Protocoalele înțelepților Sionului. Rockwell a adoptat ideile deprinse în urma lecturii. A publicat o parodie în stilul Fermei Animalelor sub titlul The Fable of the Ducks and the Hens. În cadrul poemului, Rockwell prezintă punctul său de vedere cu privire la modalitatea prin care puterea evreiască subjugă statul american în secolul XX. În 1952, a început să lucreze alături de grupuri antisemite și anticomuniste.
A fost prezent pe parcursul acelui an la Conferința Naționalistă Americană care a fost organizată de către Asociația Educativ Creștină deținută de către Conde McGinley.
După stabilirea domiciliului în Washington, D.C. în 1955, acesta s-a radicalizat treptat până când - în vorbele biografului său - a atins „cea mai radicală poziție a extremei drepte”. În iulie 1958, Rockwell a participat în fața Casei Albe la un protest anti-război împotriva deciziei președintelui Dwight D. Eisenhower de a trimite trupe de menținere a păcii în Orientul Mijlociu. Într-o zi, a primit un pachet de la un admirator care conținea un steag cu svastică de aproape 5,5 metri. A plasat steagul pe peretele casei sale și a construit un altar cu poza lui Hitler în mijloc și trei lumânări aprinse în față. În autobiografia sa, Rockwell preciza că a avut o experiență spirituală și a jurat credință liderului său. Acesta, alături de alți admiratori ai ideologiei naziste, îmbrăcați în uniforme, înarmați cu revolvere și puști, a defilat prin fața casei sale din Arlington, Virginia. Geamul casei sale era lăsat deschis ca cei din zonă să poată observa steagul cu svastică. Drew Pearson redactase un foileton despre Rockwell, primul material în care acțiunile sale erau făcute publice. În alegerile prezidențiale din 1964, Rockwell a participat în calitate de „write-in candidate”, obținând 212 voturi. A participat și în alegerile guvernamentale din Virginia în 1965 ca independent, însă a obținut doar 5.730 de voturi sau 1.02% din totalul voturilor.

### Partidul Nazist American
În martie 1959, Rockwell a înființat World Union of Free Enterprise National Socialists (WUFENS), un nume selectat cu scopul de a denota dezacordul său cu naționalizarea proprietăților. În decembrie, organizația și-a schimbat numele în Partidul Nazist American, iar sediul central a fost relocat pe strada North Randolph 928 în Arlington, Virginia.
Rockwell a organizat o demonstrație pe 3 aprilie 1960 în National Mall din Washington, D.C. unde a susținut un discurs timp de 2 ore cu scopul de a atrage atenția mass-mediei. Cea de-a doua întrunire a fost organizată în Union Square în New York. Primarul Robert Wagner a refuzat să-i elibereze autorizația, motiv pentru care Rockwell a atacat decizia la Curtea Supremă din New York. O adunare formată din veterani de război evrei și supraviețuitori ai Holocaustului au protestat împotriva sa, iar la ieșirea sa din tribunal în timpul unei pauze, a fost repede înconjurat de reporteri. Unul dintre reporteri, Reese Schonfeld, l-a întrebat pe Rockwell cum i-ar tratat pe evrei dacă ar ajunge la cârma Statelor Unite. Acesta din urmă a afirmat că nu i-ar trata pe evrei altfel decât i-ar trata pe ceilalți cetățeni americani. Dacă ar fi loiali Statelor Unite, totul ar fi în regulă; dacă ar fi trădători însă, atunci vor fi executați. Când Schonfeld l-a întrebat pe Rockwell cu privire la numărul evreilor pe care-i consideră trădători, acesta a răspuns că „80%” sunt trădători. Veteranii de război și supraviețuitorii Holocaustului s-au revoltat și au început să-l lovească pe reporter și pe Rockwell cu umbrelele, iar acesta din urmă a fost escortat de către polițiști. Rockwell, cu ajutorul American Civil Liberties Union, a reușit să obțină autorizația, depășind însă cu mult data planificată.
Cea de-a treia demonstrație a fost planificată pe 4 iulie 1960, tot în National Mall. Rockwell și oamenii săi au intrat în confruntare cu o mulțime de protestatari, fapt care a dus la o revoltă. Poliția l-a arestat pe Rockwell și pe încă 8 membri din partidul său. Acesta a cerut deschiderea unui proces, însă a fost internat la un spital de psihiatrie timp de 30 de zile. A fost eliberat în mai puțin de două săptămâni și considerat sănătos psihic pentru a fi judecat. A publicat un pamflet inspirat din această experiență sub titlul „How to Get Out or Stay Out of the Insane Asylum”.
În vara anului 1966, Rockwell a organizat un protest împotriva încercării lui Martin Luther King de a încheia segregarea de facto în suburbia albă Cicero, Illinois, din Chicago. Acesta considera că King era un instrument al comuniștilor evrei care-și doreau integrarea Americii. Rockwell credea că această integrare era un plan evreiesc de dominare a comunității caucaziene.
Sub conducerea lui Rockwell, Partidul Nazist American s-a alăturat Ku Klux Klanului și altor organizații similare în perioada protestelor pentru drepturile civile în cadrul unor contraproteste împotriva activiștilor și participanților la Marșul spre Washington. A realizat însă repede că organizația KKK se raporta la niște valori depășite, fapt care-i făcea ineficienți în planul lui Rockwell de a purta un conflict rasial modern. La auzul sloganului „Black Power” (în română Puterea Negrilor) în timpul unei dezbateri din 1966 cu Stokely Carmichael, Rockwell l-a preluat și personalizat sub forma „White Power” (ro: Puterea Albilor). White Power a devenit mai târziu denumirea revistei partidului, respectiv titlul unei cărți redactate de către acesta. Partidul a produs și distribuit un număr de pamflete și cărți, inclusiv cele scrise de Rockwell, publicația periodică Stormtrooper (original numită National Socialist Bulletin) și o revistă de benzi desenate intitulată Here Comes Whiteman!, unde eroul principal se lupta cu inamici inspirați din stereotipurile rasiste.
Rockwell era un negaționist. Într-un interviu din aprilie 1966 cu jurnalistul Playboy Alex Haley, Rockwell a declarat „Nu cred că 6.000.000 de evrei au fost exterminați de Hitler. Nu s-a întâmplat”. Când a fost întrebat într-un interviu din 1965 realizat de Canadian Broadcasting Corporation dacă Holocaustul a avut loc, Rockwell a afirmat că deține „dovezi incontestabile care demonstrează că nu a avut loc”.
Ferma în care Rockwell a stabilit „Stormtrooper Barracks” era situată pe Bulevardul Wilson 6150 în districtul Dominion Hills din Arlington. Acolo a susținut Rockwell interviul pentru revista Playboy. Zona în care era situat sediul central, strada North Randolph 928 din Ballston, Arlington, este acum un hotel imens și clădire de birouri. După moartea lui Rockwell, succesorul său, Matt Koehl, a mutat sediul pe strada North Franklin 2507 din zona Clarendon. La mijlocul anilor 1980, sediul a fost mutat în New Berlin, Wisconsin.

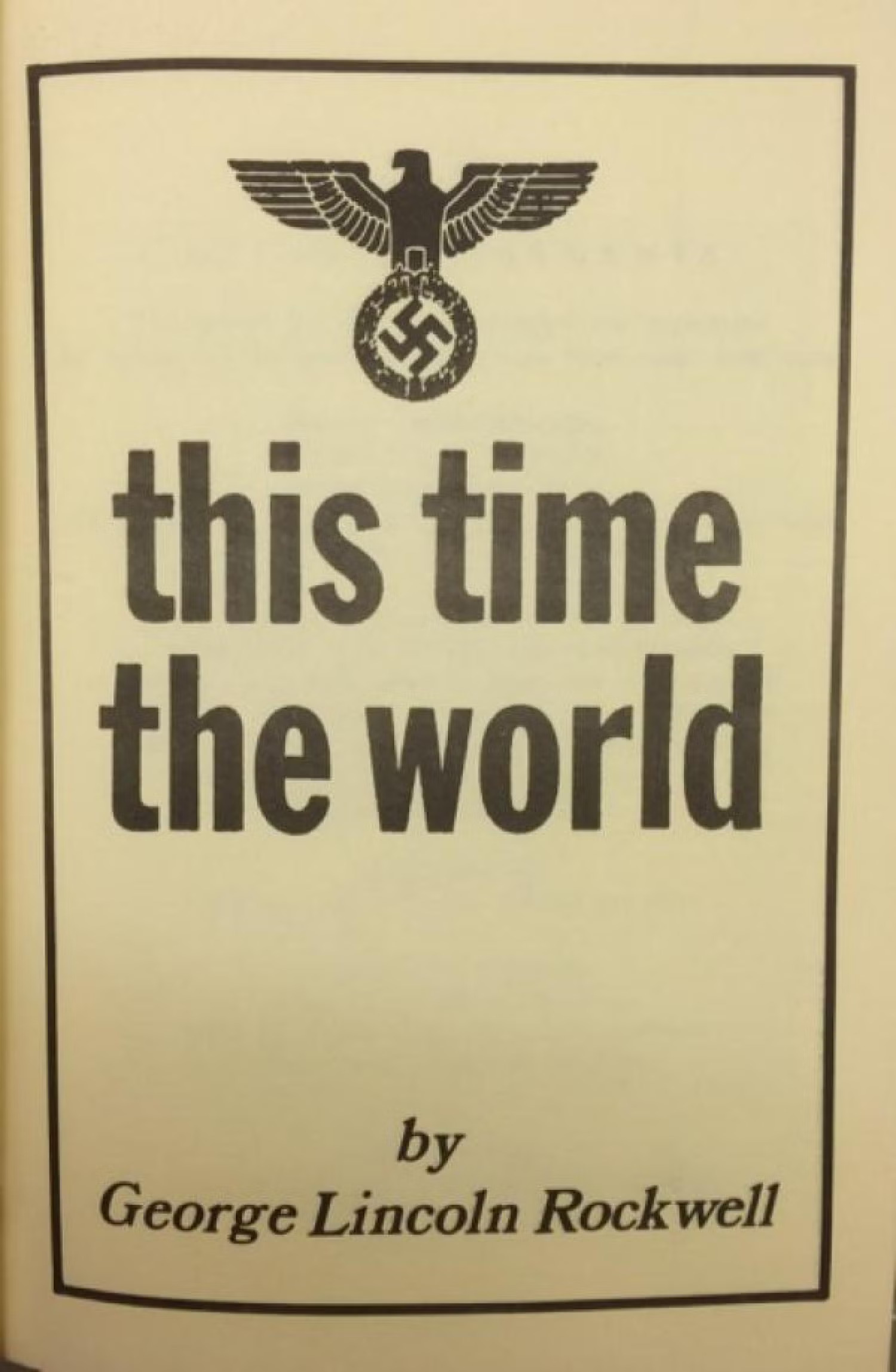
Pagină din lucrarea This Time The World publicată de Rockwell în 1961. Deasupra titlului se observă logoul Partidului Nazist American.

### Casa de discuri Hatenanny și „Hate Bus”
În anii 1960, Rockwell a încercat să atragă atenție asupra cauzelor susținute de partidul său prin înființarea unei mici case de discuri numită Hatenanny Records, denumirea fiind influențată de termenul „hooternanny⁠(d)” care denotă o petrecere cu muzică folk⁠(d). Prin intermediul casei au fost lansate single-uri ale formațiilor Odis Cochran and the Three Bigots - precum „Ship Those Niggers Back” și „We Is Non-Violent Niggers” - și Coon Hunters - „We Don't Want No Niggers For Neighbors”. Casa de discuri a comercializat produsele cu precădere prin intermediul poștei și în cadrul manifestațiilor organizate de partid.
Când activiștii pentru drepturile civile au militat pentru desegregarea stațiilor de autobuz⁠(d) în sudul Statelor Unite⁠(d), Rockwell a achiziționat un Volkswagen van pe care a scris sloganuri specifice supremațiștilor albi și a botezat mașina Hate Bus (în română Autobuzul Urii). Aceasta era prezentă mereu la proteste și discursuri. Conform unui reportaj FBI cu privire la Partidul Nazist American, mașina a fost recuperată de vânzători din cauza neplății facturilor.

### Naționalismul negru și mișcarea Identitatea creștină
George Lincoln Rockwell a avut relații apropiate cu numeroase grupuri asociate naționalismului negru și cu liderii acestora precum Elijah Muhammad și Malcom X care militau pentru segregare rasială. Rockwell le-a scris adepților săi că Elijah Muhammad „a adunat milioane de indivizi dezordonați, imorali, bețivi, leneși și respingători - batjocoritor numiți „niggers” - și i-a inspirat atât de mult încât au devenit oameni curați, cumpătați, onești, muncitori, demni, dedicați și admirabili în ciuda culorii lor... Muhammad conștientizează că împreunarea raselor este un plan evreiesc care va conduce la înrăutățirea problemelor pe care ar trebui să le rezolve... Am discutat cu liderii musulmani și sunt sigur că un plan practic pentru separarea raselor poate fi realizat, excepție făcând agitatorii comuniști de origine evreiască”. De asemenea, acesta a afirmat despre Muhammad că este de acord cu agenda lor și că are un imens respect față de acesta. Rockwell l-a descrie pe Elijah Muhammad drept un „Hitler al poporului negru” și a donat 20 de dolari Națiunii Islamului în cadrul unui eveniment organizat pe data de 25 iunie 1961 în arena Uline din Washington unde a participat alături de 10-20 de membri din partidul său. Rockwell a susținut un discurs în cadrul unui eveniment organizat de musulmanii negri în Amfiteatrul Internațional din Chicago pe 25 februarie 1962.
Inspirat de modul în care negrii musulmani utilizează religia cu scopul de a mobiliza oamenii, Rockwell a încercat să colaboreze cu grupurile asociate mișcării Identitatea creștină. În iunie 1964, a format o alianță cu preotul Wesley A. Swift și a început să-și promoveze ideile în cadrul mișcării.

### Homosexualitate
Într-un interviu din 1965 cu CBC, Rockwell a recunoscut că există membri în partidul său care sunt homosexuali, însă declara că a reușit să-i salveze.

## Moartea
Pe 25 august 1967 Rockwell a fost ucis în timp ce părăsea o spălătorie în Arlington, Virginia. John Patler, membru concediat din grupul lui Rockwell în martie 1967 pe motiv că a încercat să introducă idei marxiste în publicațiile partidului, a fost condamnat de crimă în decembrie 1967 și a primit o pedeapsă de 20 de ani de închisoare. A ispășit opt ani, respectiv încă șase în urma încălcării condițiilor de eliberare. La auzul veștii că fiul său a fost omorât, tatăl lui Rockwell, în vârstă de 78 de ani, a declarat: „Nu sunt deloc surprins. Mă așteptat de ceva vreme să se întâmple”.
Matt Koehl, cel care a comandat NSWPP după moartea lui Rockwell, a preluat „controlul” asupra corpului comandantului și acțiunilor partidului care avea la vremea respectivă peste 300 de membri active și 3.000 de donatori. Părinții lui Rockwell și-au dorit o înmormântare privată în Maine, însă nu au vrut să intre în conflict cu membrii partidului. Pe 27 august 1967 un purtător de cuvânt al NSWPP a declarat că oficialii guvernamentali au aprobat o înmormântare cu onoruri militare în Cimitirul Național Culpeper pe motiv că Rockwell era veteran. Administratorii cimitirului au precizat că nu este posibilă afișarea insignelor naziste, iar când cei 50 de îndoliați au încălcat această condiție, intrarea în cimitir a fost blocată timp de cinci ore, momente în care dricul - oprit pe calea ferată din apropierea cimitirului - era să fie lovit de tren. În următoarea zi trupul lui Rockwell a fost incinerat.

## În cultura populară
Caracterizat drept „Hitlerul american” de către BBC, Rockwell a reprezentat o sursă de inspirație pentru politicianul supremațist David Duke. În perioada liceului, când Duke a aflat de asasinarea comandantului, a afirmat că „Cel mai mare american care a trăit vreodată a fost împușcat și ucis”. La mijlocul anilor 1960, Rockwell a dezvoltat o strategie conform căreia avea să-și dezvolte filosofia politică nazistă în interiorul mișcării religioase Identitatea Creștină. Doi dintre asociații acestuia, Matt Koehl și William Luther Pierce, și-au format propriile organizații. Koehl, succesorul lui Rockwell, a schimbat denumirea NSWPP în New Order în 1983, iar organizația a fost relocată în Wisconsin la scurt timp după aceea. Pierce a înființat National Alliance.
George Lincoln Rockwell este menționat în versurile melodiei lui Bob Dylan,„Talkin John Birch Paranoid Blues”. În cadrul melodiei, naratorul îi caracterizează pe Abraham Lincoln și Thomas Jefferson ca fiind comuniști și afirmă că singurul „american adevărat” este George Lincoln Rockwell. Grupul Firesign Theatre a creat un candidat prezidențial ficțional, George Papoon, pentru noul lor album din 1972, Not Insane or Anything You Want To, membru al partidului Natural Surrealist Light Peoples Party, denumire care parodiază partidul lui Rockwell, National Socialist White Peoples Party.
În miniseria Roots: The Next Generations, Marlon Brando l-a portretizat pe Rockwell și a câștigat un premiu Emmy în calitate de personaj secundar. În serialul The Man in the High Castle, care prezintă o lume postbelică alternativă în care naziștii au câștigat războiul, aeroportul principal din New York poartă denumirea de Aeroportul Lincoln Rockwell.
Revista National Lampoon a realizat o parodie după propaganda partidului sub titlul „Americans United to Beat the Dutch” în ediția „Prejudice” din aprilie 1973 și în ediția din mai 1974.

## Lucrări
- How to Get Out Or Stay Out of the Insane Asylum (1960)[103]
- In Hoc Signo Vinces (1960)[104]
- Rockwell Report (1961)[105]
- This Time The World (1961)[106]
- White Self-Hate: Master-Stroke Of The Enemy (1962)[107]
- White Power (1966)[108]

## Înregistrări
- Nazi Rockwell: A Portrait in Sound (1973, postum)[109]
- Speech At Brown University, 1966 (1966)[110]
- Speech In The Armory, Lynchburg, Virginia, 20 august, 1963 (1963)[111]